# Norma Merrick Sklarek

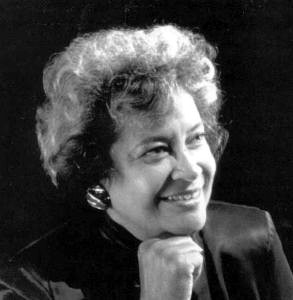
Norma Merrick Sklarek

Norma Merrick Sklarek (* 15. April 1928 in Harlem, New York City; † 6. Februar 2012 in Pacific Palisades, Los Angeles, Kalifornien) war eine US-amerikanische Architektin. Sie war die erste zugelassene afroamerikanische Architektin der USA.

## Leben und Wirken
Norma Merrick Sklarek besuchte die Hunter College High School und studierte später Architektur am Barnard College und der Columbia University, wo sie 1950 ihren Abschluss machte. Vier Jahre später erhielt sie 1954 als erste afroamerikanische Frau der USA überhaupt eine Zulassung als Architektin, die in New York galt. Eine weitere Zulassung erwarb sie 1962 für Kalifornien. Da sie anfangs keine Arbeit fand, arbeitete sie für das New York Department of Public Works. Später arbeitete sie für Skidmore, Owings and Merrill und wurde die erste afroamerikanische Architekturdirektorin für Gruen and Associates in Los Angeles. 1985 trat sie in das Architekturbüro Margot Siegel AIA ein, gegründet von der in Deutschland geborenen Margot Siegel im Jahr 1971. Zusammen mit Kate Diamond gründete die Vereinigung dieser drei Mitglieder das größte von Frauen geführte Unternehmen seiner Zeit im Westen der Vereinigten Staaten: Siegel, Sklarek, & Diamant, mit ihr als erste afroamerikanische Frau.
Von 1980 bis 1985 arbeitete Sklarek für Welton Becket & Associates und leitete die Arbeiten am Terminal One des Los Angeles International Airport.
Als erste afroamerikanische Frau wurde sie 1980 Mitglied am American Institute of Architects. Nach ihrer Pensionierung arbeitete sie für das California Architects Board. Die Howard University stiftete und verleiht ihr zu Ehren den Norma Merrick Sklarek Architectural Scholarship Award.

## Entworfene Gebäude

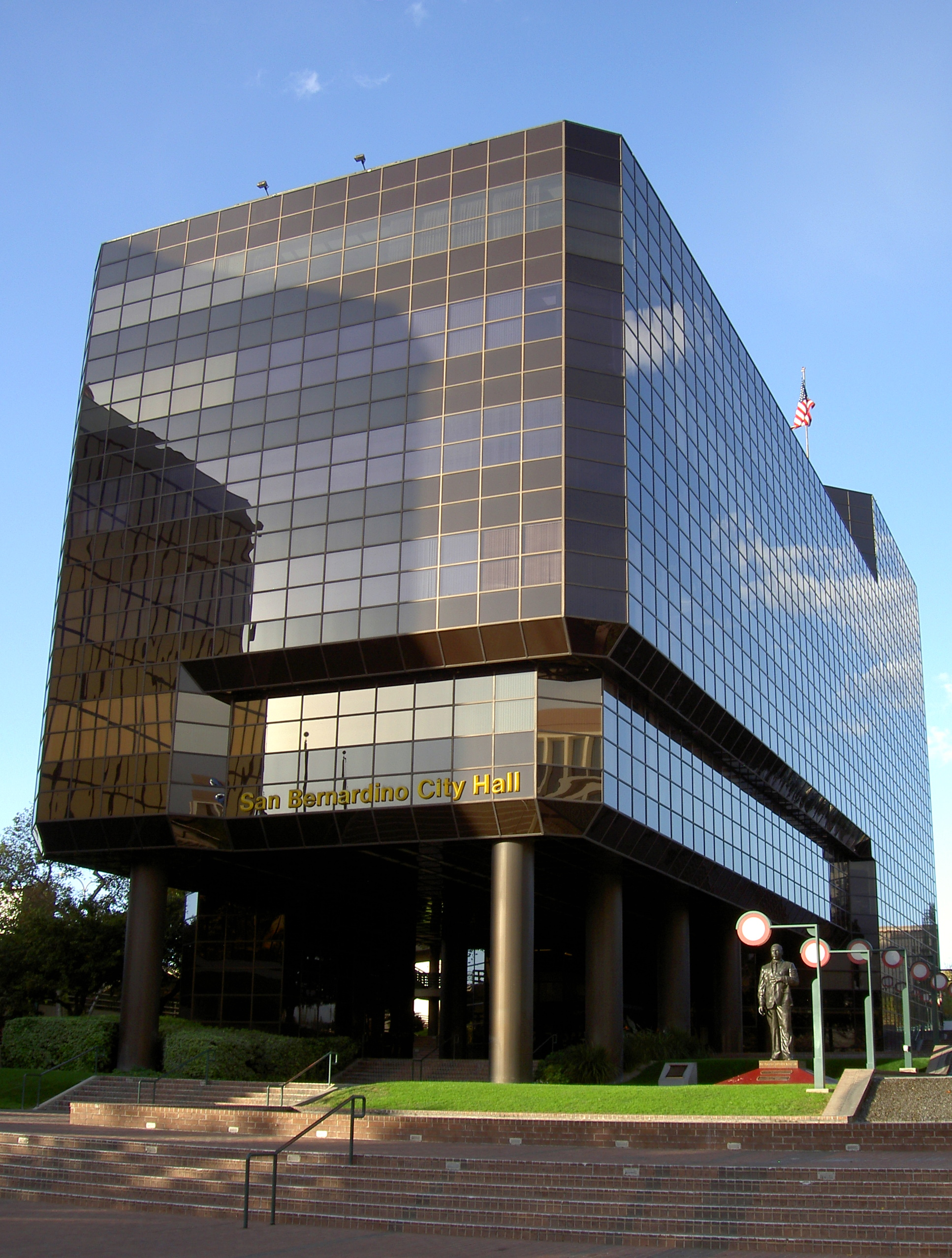
San Bernardino City Hall
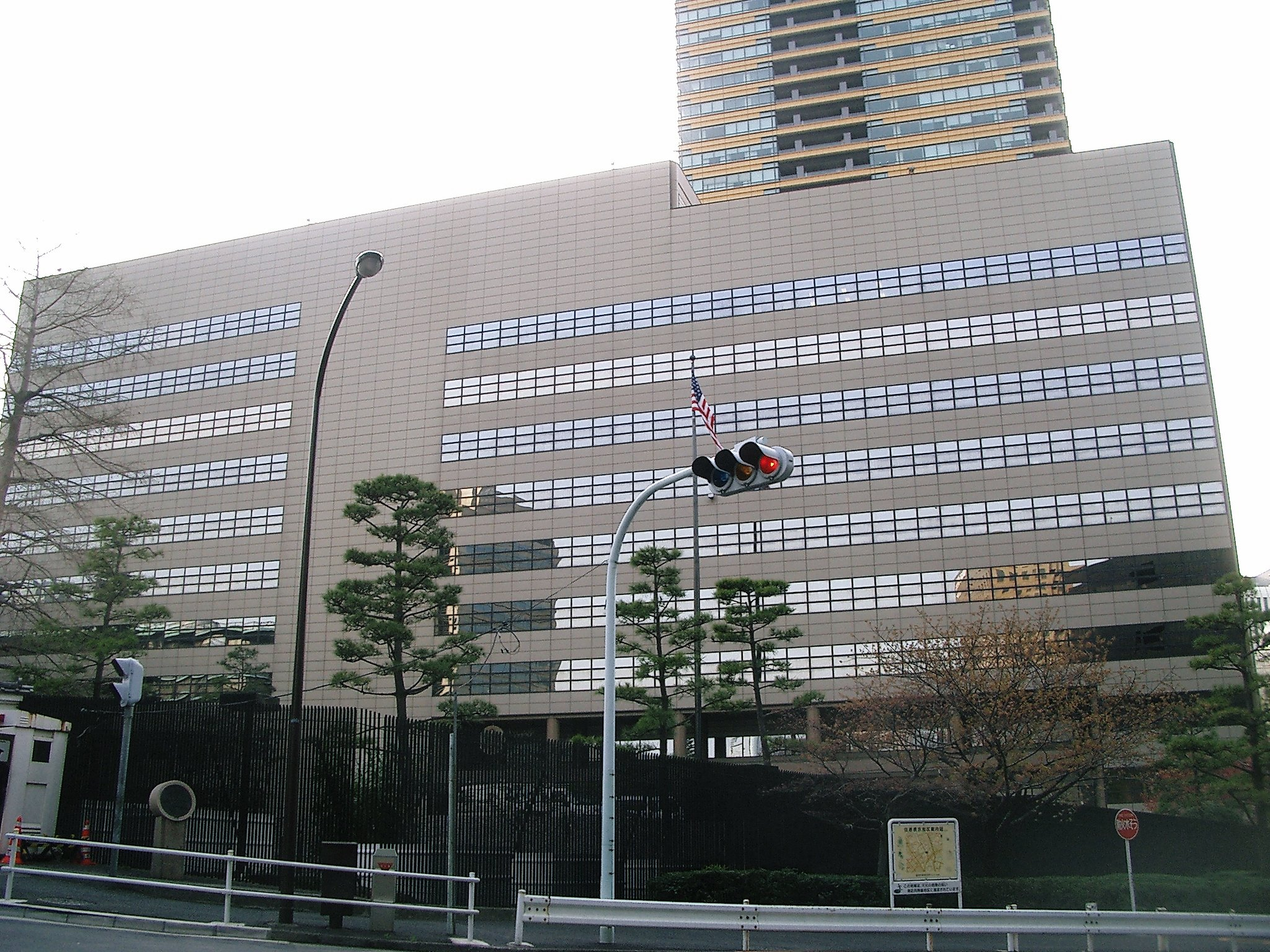
US-Botschaft in Tokyo, Japan
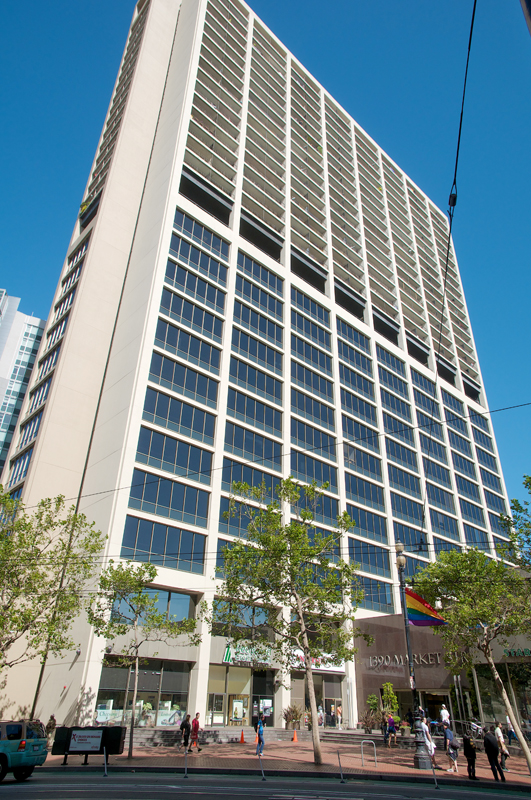
Fox Plaza, San Francisco